# Давід Попович
Давід Попович (нар. 15 вересня 2004) — румунський плавець.
Учасник Олімпійських Ігор 2020 року, де в попередніх запливах на дистанції 50 метрів вільним стилем посів 40-ве місце і не потрапив до півфіналів, а на дистанціях 100 і 200 метрів вільним стилем потрапив до фіналів, і посів, відповідно, 7-ме та 4-те місця. Чемпіон світу (2022) та Європи (2020) з плавання на 200 метрів вільним стилем.

## Кар'єра
13 серпня 2022 року Попович став наймолодшим рекордсменом світу на дистанції 100 метрів вільним стилем в історії, пропливши стометрівку за 46,86 с на чемпіонаті Європи в Римі, перевершивши рекорд Сезара Сьєло, котрий протримався 13 років.

## Виступи на Олімпійських іграх
| Олімпіада  | Дисципліна           | Місце |
| ---------- | -------------------- | ----- |
| Токіо 2020 | 50 м вільним стилем  | 40    |
| Токіо 2020 | 100 м вільним стилем | 7     |
| Токіо 2020 | 200 м вільним стилем | 4     |
| Париж 2024 | 100 м вільним стилем | 3     |
| Париж 2024 | 200 м вільним стилем | 1     |